# Michelle Bush-Cuke
Michelle Bush-Cuke (sinh ngày 3 tháng 10 năm 1961) là một vận động viên chạy đường dài người Cayman. Cô đã thi đấu trong 10.000 mét tại Giải vô địch thế giới năm 1987 mà không lọt vào trận chung kết, và hoàn thành hạng 52 trong cuộc đua marathon nữ tại Thế vận hội Mùa hè 1988.